# Ислам в Швеции
Ислам в Швеции (швед. Islam i Sverige) — вторая (после христианства) по значению религия в стране, численность последователей которой составляла в 2014 году от 450 000 до 600 000 граждан, постоянно проживающих в Швеции (около 5 % от всего населения страны). Ислам представлен в стране в основном выходцами из Марокко, Боснии и Герцеговины и Ирака.

## История
Ислам появился на территории Швеции в 1970-х годах с иммигрантами с Ближнего Востока.
Большинство мусульман Швеции — это иммигранты из Ирана и Ирака, члены их семей и родившиеся в этих семьях дети. Вторая по численности группа мусульман — выходцы из республик бывшей Югославии (по большей части из Боснии). Значительное сообщество представляет также группа из Сомали и Марокко.
В Швеции находится несколько мечетей, построенных мусульманами и используемых как для молитвы, так и социальной активности групп мусульман.
Мальмёнская соборная мечеть была построена в 1984 году, а в 1995 году была построена Уппсальская мечеть. Наибольшее число мечетей было построено в 2000-х годах: Стокгольмская соборная мечеть (2000), мечеть Умео (2006) мечеть Фиттья (завершена в 2007).
В 2000 году на территории Швеции проживало порядка 300 000 — 350 000 «этнических мусульман», что составляло около 3,5 % от всего населения страны; под термином «этнический мусульманин» понимались люди, которые «принадлежали к мусульманству по рождению, имели традиционные мусульманские имена и т. д.».), из них около 100 000 человек были мусульманами нового поколения, то есть рождёнными в мусульманских семьях уже в Швеции.
В 2015 году численность мусульман составила уже порядка 450 000 — 600 000 человек или около 5 % от всего населения страны. Также в 2012 году численность Союза мусульман Швеции составляла 106 327 зарегистрированных членов.